# ЗИС-155
ЗИС-155 (c 26 июня 1956 года — ЗИЛ-155) — советский автобус, массово выпускавшийся в 1949—1957 годах и ставший заменой автобусу ЗИС-154. Он стал более простым в производстве, но менее вместительным (длина — 8 метров). В конструкции использовались элементы кузова ЗИС-154 и агрегаты грузовика ЗИС-150. Именно на ЗИС-155 был впервые в советском автопроме внедрён генератор переменного тока. Автобус мог перевозить 50 пассажиров (28 сидячих мест). Двигатель ЗИС-124 мощностью 95 л. с. разгонял машину полной массой 9,9 т до 65 км/ч.
Выпускалась также междугородная версия ЗИС-155, оснащённая 15 креслами самолётного типа. Такие машины обслуживали пассажиров на линии Москва — Симферополь (1399 км). С промежуточной четырёхчасовой стоянкой в Харькове автобус преодолевал это расстояние за 38 часов. В Москве некоторое время эксплуатировались автопоезда в составе ЗИС-155 с прицепами, изготовленными из старых списанных кузовов. Кроме того, на базе ЗИС-155 производились первые советские передвижные телевизионные станции (ПТС).
Автобусы разных лет выпуска внешне незначительно различались между собой. Так, на ЗИС-155 последних лет боковины кузова были обновлены и приближены по дизайну к следующей модели, ЗИЛ-158.
Изначально предполагалось, что ЗИС-155 будет переходной моделью, поэтому его недостатки — большая высота подножек над тротуаром, плохое отопление салона, сильная загазованность кабины водителя, большая трудоёмкость обслуживания, утомляющее водителя частое переключение передач — тоже представлялись временными.
Всего был выпущен 21 741 автобус ЗИС-155, который оставался основной моделью автобусных парков столицы и других крупных городов СССР с начала 1950-х до середины 1960-х годов. 1726 автобусов этой модели (почти 8 % от общего числа) работали в Москве, где в апреле 1956 — октябре 1957 года ЗИС-155 был единственной моделью автобуса. Один ЗИС-155 регулярно работал на линии вплоть до 1991 года (Глуховский район Сумской области УССР на маршруте Глухов — колхоз «Рассвет»[значимость факта?]).
ЗИС-155 также экспортировались в ПНР, ГДР, КНР, Монголию и Афганистан.
Замена этой во многом «компромиссной» городской модели произошла в 1957 году, когда в серию пошёл ЗИЛ-158 длиной 9,03 м, вместимостью 60 пассажиров (32 сидячих места).

## Сохранившиеся экземпляры
По состоянию на 2024 год, известно не менее 10 автобусов разной степени сохранности.
4 автобуса ЗиС-155 находятся в Москве. 
2 машины сохранены в Санкт-Петербурге, одна из них является ходовым экземпляром. 
2 автобуса хранятся во Всеволожске, в музее "Битва за Ленинград". 
В Киеве отреставрирован до ходового состояния автобус, бывший до 2015 года памятником в автобусном парке №1. 
В городе Глухов Сумской области установлен на постамент автобус, до середины 2000-х годов работавший в качестве служебного в селе Полошки. По всей вероятности, это был последний автобус данной марки в регулярной эксплуатации.

## ЗИС-155 в киноискусстве
Так как на протяжении 1950-х годов ЗИС-155 был основным городским автобусом СССР, его можно видеть в подавляющем большинстве советских художественных фильмов тех лет. В частности, хорошо рассмотреть этот автобус можно в картине Э. Рязанова «Девушка без адреса» (1956).
В фильме режиссёра В. Ордынского «Человек родился» (1956) главная героиня Надежда Смирнова (Ольга Бган) работает кондуктором именно на автобусе ЗИС-155; в этой кинокартине отчётливо можно разглядеть и сам ЗИС-155.
В конце фильма режиссёра Ю. Озерова «Сын» (1955) виден автобус ЗИС-155.
Совершенно неожиданным было появление ЗИС-155 в российском телесериале «Зайцев+1», где он выступает в роли дежурного новогоднего автобуса.

## В игровой и сувенирной индустрии
В сентябре 2013 года фирма «ClassicBus» представила масштабную модель автобуса ЗИС-155 в масштабе 1:43 в бежевом и красном цветах; также выпускалась в расцветке бежевый с синим.
В компьютерной игре «Workers & Resources: Soviet Republic» присутствует ЗИС-155, наряду с иной техникой советского периода.